# Hayward (Wisconsin)
Hayward – miasto położone w południowo-wschodniej części stanu Wisconsin, w hrabstwie Sawyer. Według spisu ludności z 2011 roku miasto liczy 2 321 mieszkańców. Jest siedzibą administracyjną hrabstwa.
Od 1973 roku Hayward jest organizatorem jednego z największych maratonów narciarskich w Ameryce Północnej - American Birkebeiner.

## Miasta partnerskie
- Lillehammer, Norwegia